# Ferdinand Walsin Esterhazy
 Der er for få eller ingen kildehenvisninger i denne artikel, hvilket er et problem. Du kan hjælpe ved at angive troværdige kilder til de påstande, som fremføres i artiklen.

Charles Marie Ferdinand Walsin Esterhazy (født 16. december 1847, død 21. maj 1923) var en major i den franske hær under Dreyfus-affæren. 
Esterhazy udleverede de oplysninger til Tyskland, som Alfred Dreyfus blev dømt for at have udleveret. Blev afsløret af oberst Picquart og sat under tiltale for spionage i 1898, men blev frikendt, idet det ville være pinagtigt for krigsretten i Rennes, dersom det reelt var Esterhazy og ikke Dreyfus, der var den skyldige. Émile Zola skrev på baggrund af frifindelsen sin berømte artikel "J'accuse…!" i L'aurore den 13. januar 1898. Esterhazy blev senere afskediget fra hæren for "upassende opførsel". Først i 1930'erne – altså mere end 30 år efter Dreyfus-affæren og efter Esterhazys død – blev det med offentliggørelsen af den tyske militærattaché ved gesandtskabet i Paris' Schwartzkoppens optegnelser endeligt godtgjort, at Esterhazy og ikke Dreyfus var den skyldige.